# Bolbapium quadrispinosum
Bolbapium quadrispinosum is een keversoort uit de familie mesttorren (Geotrupidae). De wetenschappelijke naam van de soort werd in 1929 gepubliceerd door Luederwaldt.